# Esquizocarp

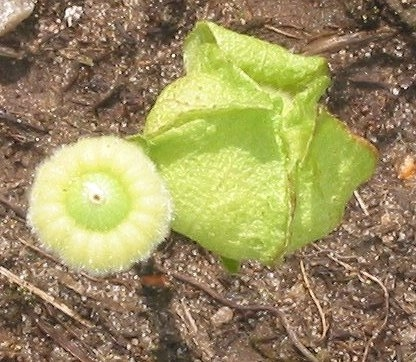
Mericarps indehiscents de Malva

Un esquizocarp és un fruit sec indehiscent que es desenvolupa a partir d'un gineceu pluricarpel·lar. Quan és madur es divideix en mericarpis. Els esquizocarps poden ser:

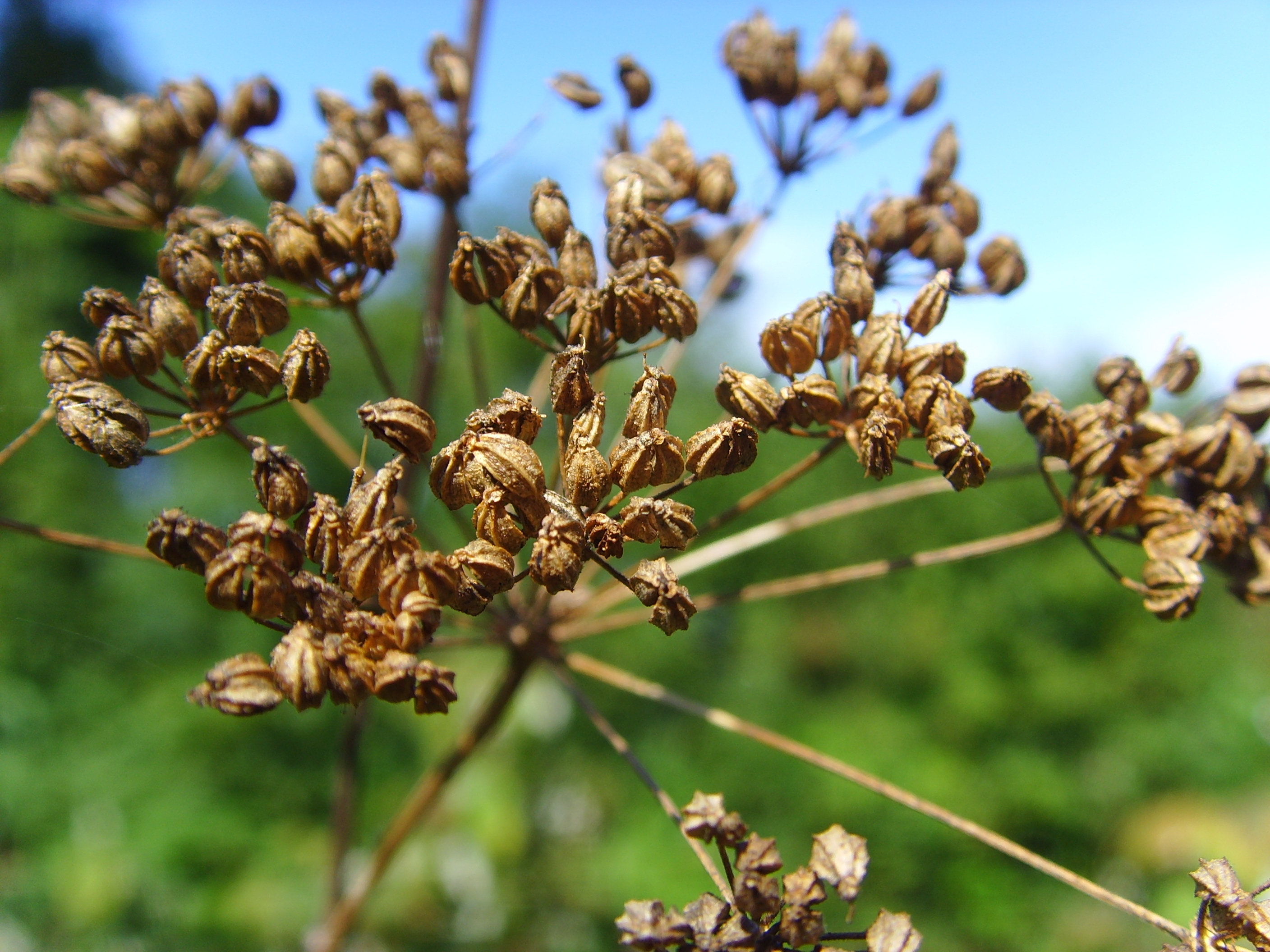
Esquizocarps de cicuta

- Dehiscents (els mericarps s'obren per a alliberar la llavor), per exemple moltes espècies del gènere Geranium.
- Indehiscent (romanen tancats), com en el fruit de la pastanaga o en espècies del gènere Malva.